# Mill Switch British Cemetery
Le cimetière « Mill Switch British Cemetery, Tilloy-lez-Cambrai » est un cimetière militaire  de la Première Guerre mondiale situé sur le territoire de la commune de Tilloy-lez-Cambrai, Nord. 

## Localisation
Ce cimetière est situé au nord-ouest du bourg, route de Douai, en bordure de l'autoroute A2.

## Historique
Tilloy-lez-Camrai  fut occupée par les troupes allemandes le 26 août 1914 après la défaite des alliés lors de la Bataille du Cateau. Le village de Tilloy a été repris par le Corps canadien à la fin du mois de septembre 1918 après de violents combats. Ce cimetière a été créé en novembre 1918 pour inhumer les victimes canadiennes de ces combats .

## Caractéristique
Le nom est dû à une ligne du chemin de fer Cambrai-Douai, qui fonctionnait en septembre 1918, à un grand dépôt d'approvisionnement allemand situé sur le site de l'usine à 800 mètres au nord-ouest du cimetière. Il y a maintenant  103 victimes canadiennes de guerre de 1914-18 commémorées sur ce site. 

## Sépultures
| Pays   | Sépultures |
| ------ | ---------- |
| Canada | 103        |

### Liens Externes
http://www.inmemories.com/Cemeteries/millswitch.htm